# Схипперс, Винсент
Винсент Схипперс (нидерл. Vincent Schippers; родился 4 марта 2001, Влардинген, Нидерланды) — нидерландский футболист, защитник.

## Футбольная карьера
Винсент — уроженец города Влардинген, расположенного в провинции Южная Голландия. Футболом начинал заниматься в команде «Виктория'04», в семь лет перешёл в академию роттердамской «Спарты». 20 января 2020 года дебютировал во втором дивизионе Нидерландов по футболу за «Йонг Спарту» в поединке против «Йонг Витесс». Всего провёл за молодёжь роттердамцев две встречи.
Перед сезоном 2020/21 подписал контракт с командой «Виллем II». 4 октября 2020 года дебютировал в Эредивизи в поединке против «Фейеноорда», выйдя на поле в стартовом составе и будучи заменённым на 68-й минуте на Виктора ван ден Богерта.
Выступал за юношеские сборные Нидерландов разных возрастов.